# Papallones
|  | Aquest article tracta sobre els animals. Si cerqueu l'estil de natació, vegeu «Papallona (natació)». |

Els papilionoïdeus (Papilionoidea) són una superfamília de lepidòpters ditrisis del subordre dels glossats (Glossata) coneguts popularment com a papallones; agrupa els lepidòpters diürns i amb coloracions vistoses.
Abans formaven el subordre dels ropalòcers (Rhopalocera), que s'oposava al subordre dels heteròcers (Heterocera), les arnes, de costums nocturns i colors discrets. Aquesta classificació simplista ha estat àmpliament superada.
S'han trobat fòssils de papallones del Paleocè, fa uns 55 milions d'anys.
Culturalment, les papallones són un motiu popular en les arts visuals i literàries.

## Noms dialectals a l'ALDC
- voliana; voliaina - Alt Urgell, Urgell, Noguera, Segrià, Pallars
- parpallol; parpillol - Rosselló, Capcir, la Jonquera
- pampallola - Baix Rosselló, Conflent
- parpanyol; parpinyol - Rosselló
- volei - Vallespir
- papovolai; volai - Camprodon
- babaianes; papallons; papallones - Mallorca
- papalloles (diürnes); papallons (nocturnes) - Eivissa
- papallola; papalló - l'Alguer

En alguns parlars valencians hom distingeix entre palometes (les de nit) i papallones (les de color)

## Característiques

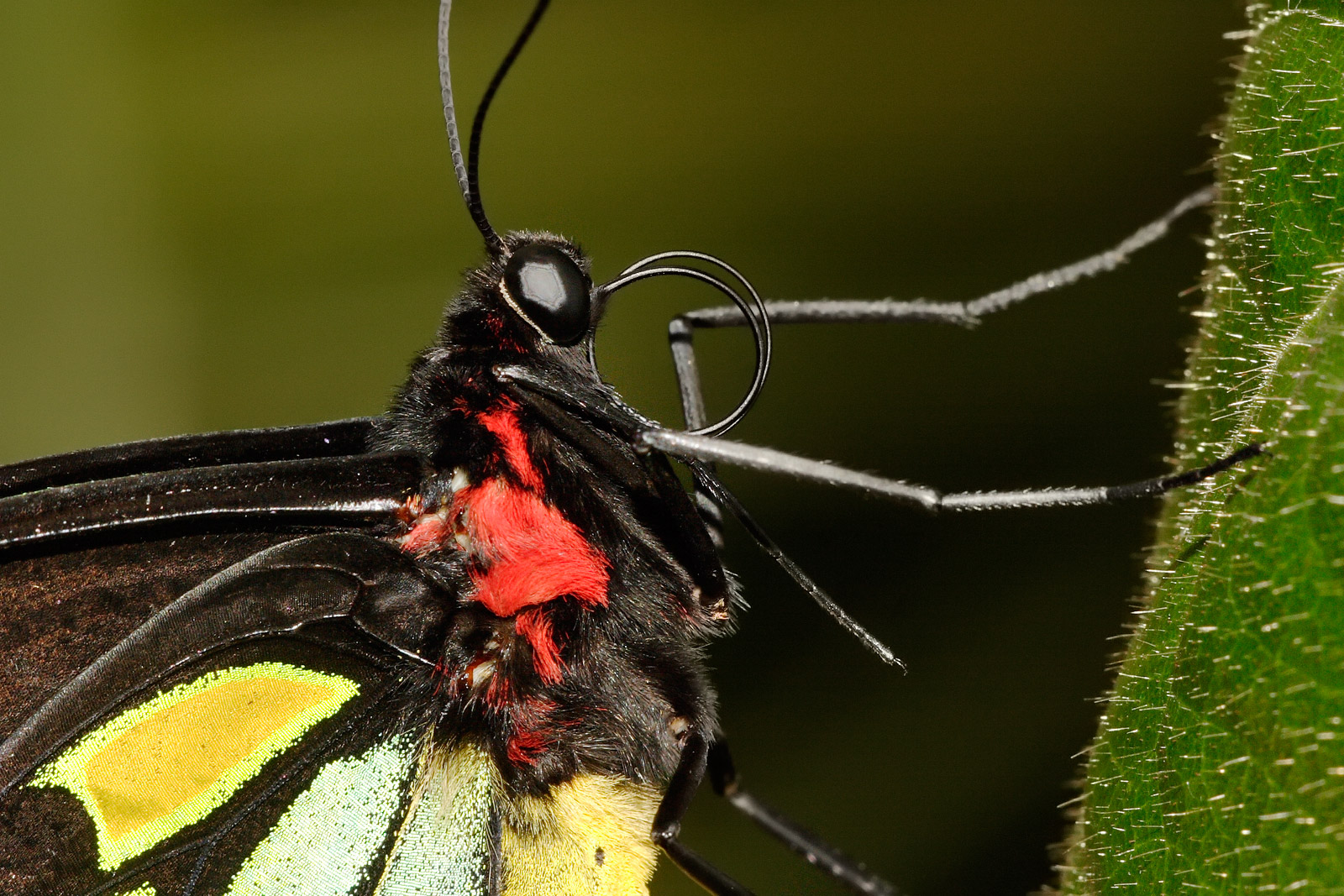
Papallona amb l'espiritrompa enrotllada

Les papallones tenen típicament un aparell bucal molt modificat en forma de trompa, anomenada espiritrompa, amb què succionen nèctar i altres fluids. Tenen les antenes llargues i primes, acabades en un engruiximent o maça. Les ales estan cobertes d'escates i acostumen a tenir colors vistosos. Moltes espècies utilitzen el camuflatge, el mimetisme i l'aposematisme per esquivar els depredadors. Algunes, com la papallona monarca (Danaus plexippus) i la migradora dels cards (Vanessa cardui), emigren a grans distàncies. Moltes papallones són atacades per paràsits o parasitoides, incloses les vespes, els protozous, les mosques i altres invertebrats, o són preses d'altres organismes. Algunes espècies són plagues perquè en les seves fases larvàries poden danyar cultius o arbres; altres espècies són agents de pol·linització d'algunes plantes. Les larves d'unes poques papallones mengen insectes nocius, i algunes són depredadores de formigues, mentre que altres viuen amb formigues en forma de mutualisme.

## Cicle biològic

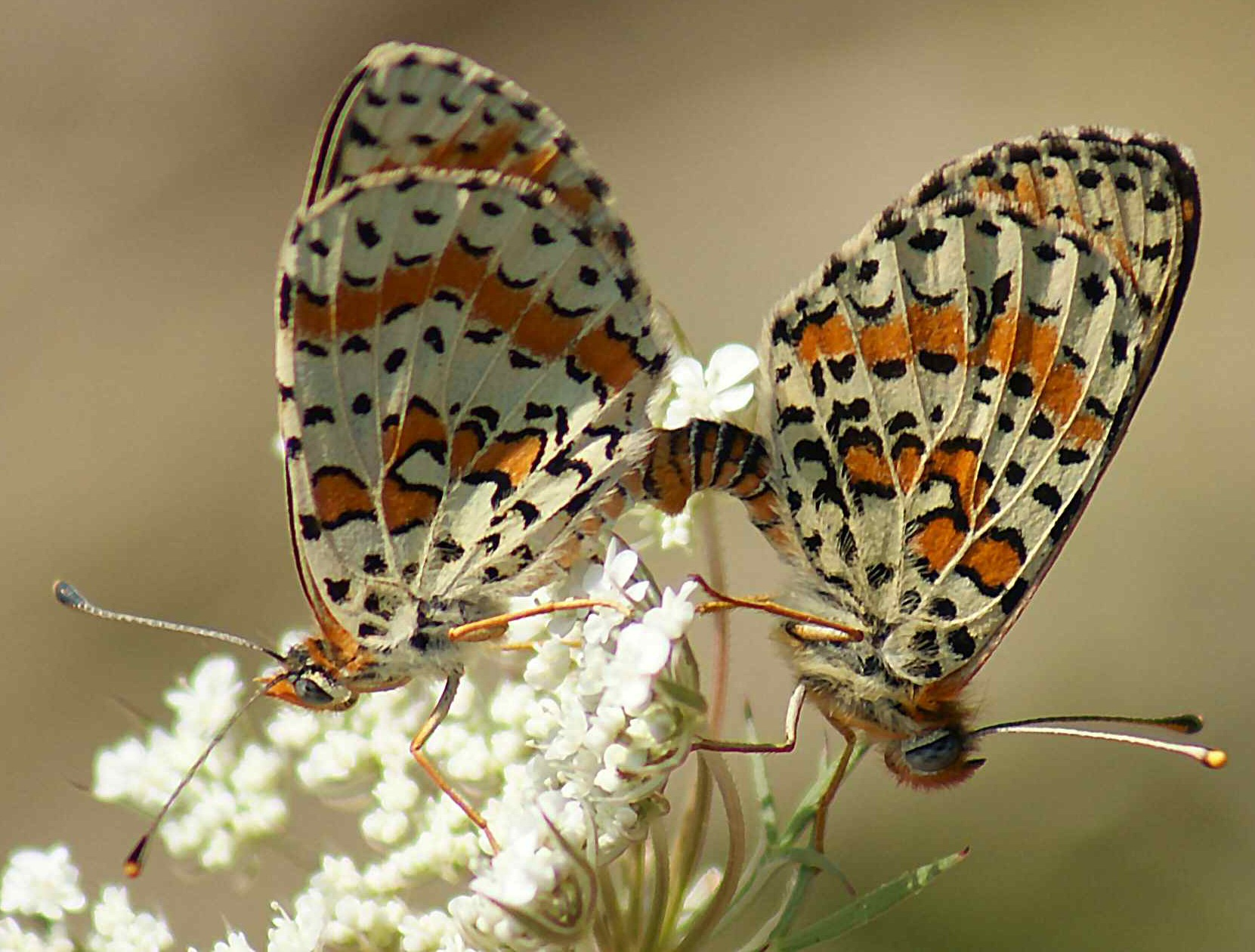
Papallones aparellant-se sobre una flor

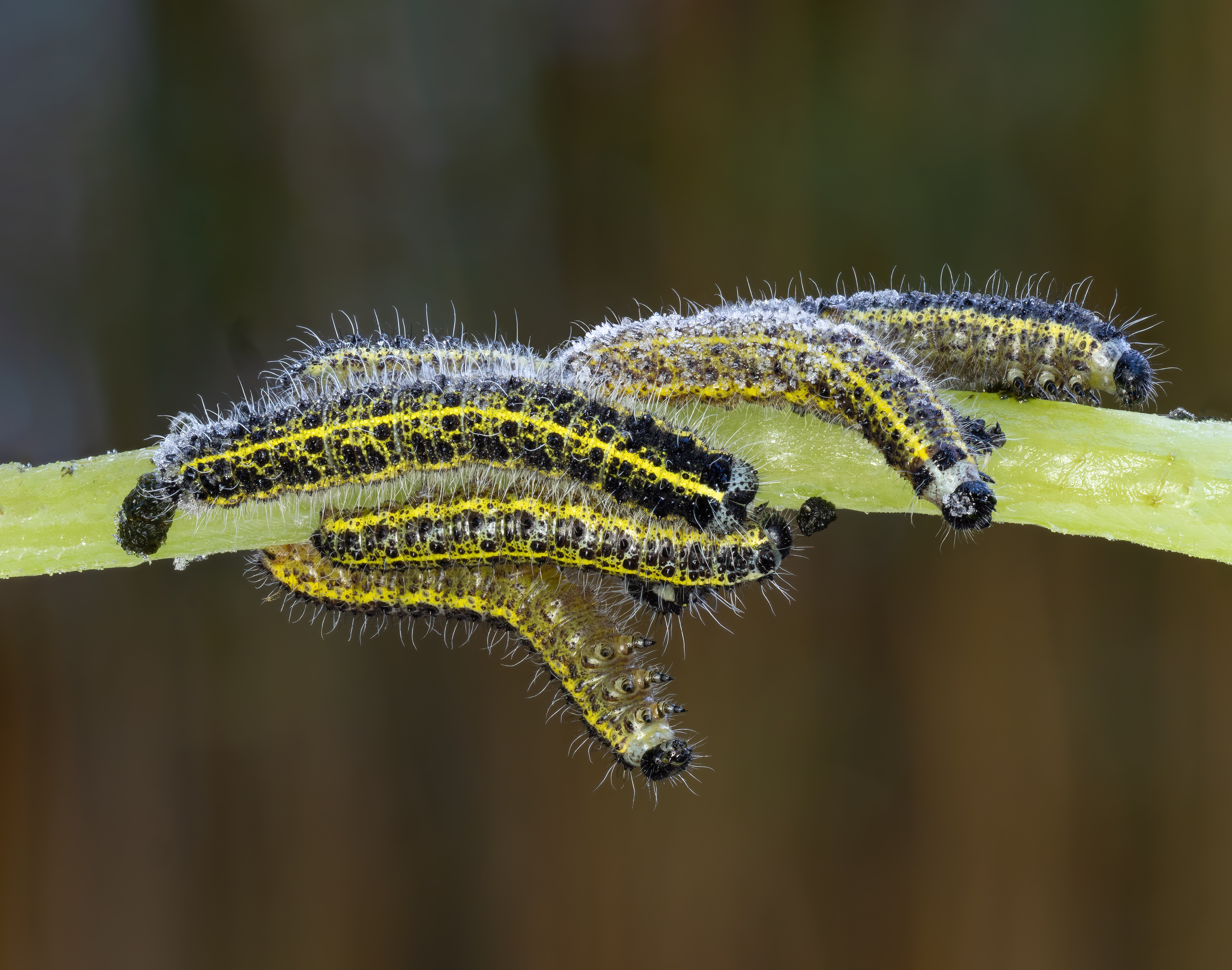
Erugues de Pieris brassicae, una plaga per les cols

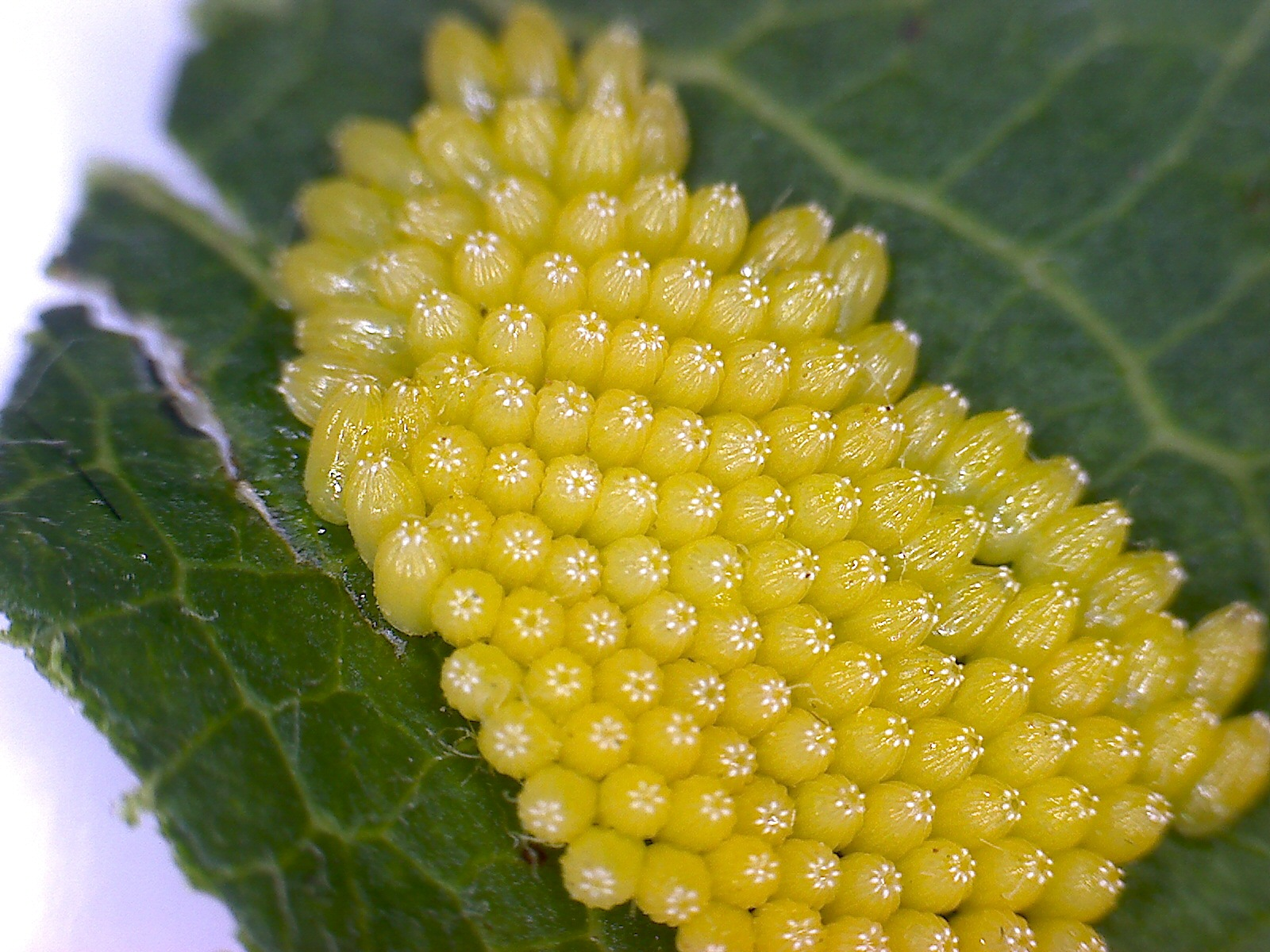
Ous dAporia crataegi en una fulla de pomera

Cicle d'una papallona

Les papallones tenen el cicle de vida típic dels insectes holometàbols, amb quatre estadis amb una morfologia força diferent:
- ou
- larva o eruga
- pupa (crisàlide)
- papallona adulta o imago; aquesta és la forma que s'acostuma a anomenar papallona

Els adults alats (imago) ponen ous a la planta que servirà d'aliment per a les seves larves (erugues). Les erugues creixen, de vegades molt ràpidament, mudant diverses vegades i quan estan totalment desenvolupades passen a l'estat de pupa (crisàlide). Quan es completa la metamorfosi, la pell de la pupa es trenca i surt l'insecte adult, i després d'haver-se expandit i assecat, vola.
Algunes papallones, especialment les dels tròpics, tenen diverses generacions durant un any, mentre que altres tenen una única generació, i algunes en llocs freds poden trigar diversos anys a passar per tot el seu cicle de vida. Cada canvi en el cicle s'ha de fer en un moment concret; per exemple, l'eruga ha d'aparèixer quan broti la planta nutrícia, i l'adult, quan les flors de les quals s'alimenta s'obrin i no faci gaire mal temps. Per aconseguir-ho, les papallones es guien pel fotoperíode, la temperatura i la pressió atmosfèrica.
Una bona definició d'eruga és "estómac ambulant". Efectivament, l'eruga té una voracitat extrema i el primer que fa en néixer és menjar-se la closca de l'ou. El creixement de l'eruga és rapidíssim i espectacular: multiplica el seu pes per tres mil des que neix.
Durant la fase de crisàlide es produeix el que es coneix com a metamorfosi completa (holometabolia): tots els teixits de la larva es desfan i només resta intacte un grup de cèl·lules, els discos imaginals, a partir de les quals es construeix la papallona adulta. Quan es troba en fase de pupa, la papallona pot viure sota terra, agafada sota una fulla, etc.
La papallona adulta no creix més ni torna a mudar, i només li cal xuclar algunes flors o fruites madures per tenir energia per aconseguir aparellar-se i pondre els ous, en el cas de la femella; un cop fet això, moren tot seguit. Fins i tot, moltes papallones adultes no s'alimenten mai i viuen de les reserves de l'eruga.

## Hàbitat i alimentació
Les papallones adultes de la majoria d'espècies s'alimenten bàsicament del nèctar de les flors. Per fer-ho disposen d'un aparell bucal modificat en què hi ha l'espiritrompa, un conducte llarg que s'enrotlla en espiral i que es pot desenrotllar per succionar el nèctar, de manera semblant a com es fa amb una canya de les que es fan servir per beure. De vegades, l'espiritrompa és tan llarga com tot el cos de la papallona.
Les papallones tenen una funció molt important dins els ecosistemes: la pol·linització. Anant de flor en flor, les papallones barregen els diferents pòl·lens, i fecunden així les flors.
Les papallones viuen a tots els continents, des del nivell del mar fins a les muntanyes més altes i des dels tròpics fins a les regions àrtiques. Per aquesta raó i perquè són ben conegudes, són uns dels millors organismes bioindicadors.

## Filogènia
Els primers fòssils de lepidòpters són d'una petita arna, Archaeolepis mane, del Juràssic (fa uns 190 milions d'anys). Les papallones van evolucionar des de les arnes, de manera que mentre les papallones són monofilètiques (formant un sol clade), les arnes no ho són. Les papallones més antigues provenen del Paleocè (aproximadament fa uns 55 milions d'anys). La papallona americana més antiga és la Prodryas persephone de l'Eocé tardà, dels llits fòssils de Florissant (aproximadament fa uns 34 milions d'anys).

Papallones fòssils
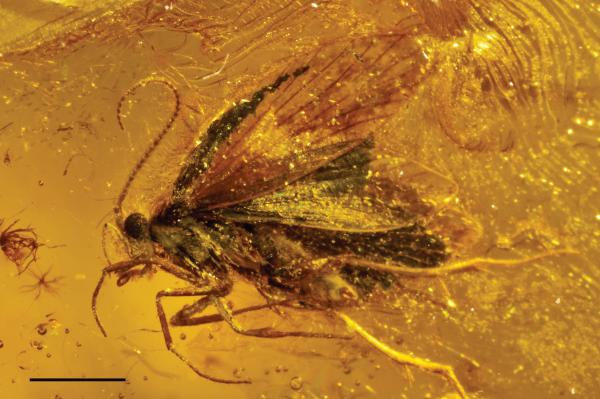
Baltimartyria rasnitsyni
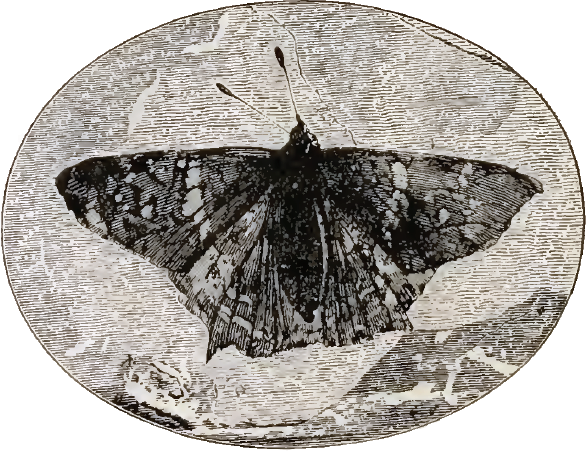
Prodryas persephone
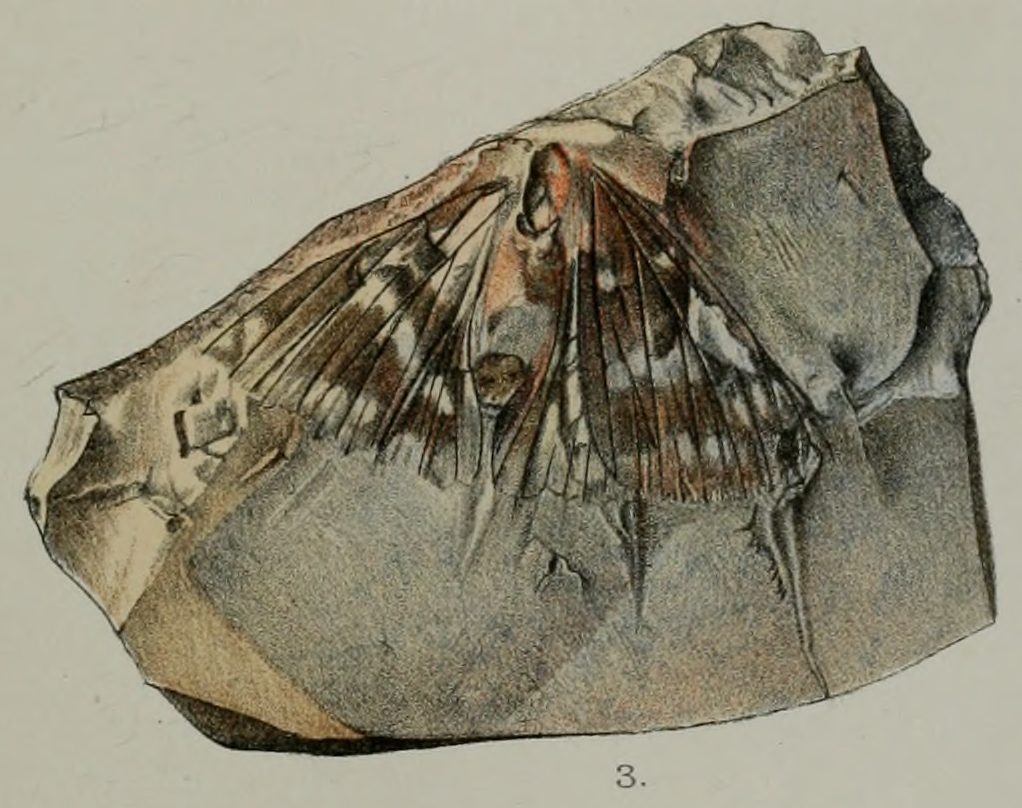
Lithopsyche antiqua

Al principi de la nomenclatura binomial, Linnaeus va col·locar totes les papallones dins del gènere Papilio. La creació de nous gèneres i la seva agrupació en famílies ha permès gradualment esbossar l'organització interna de l'ordre dels lepidòpters (Lepidoptera).
Inicialment, basat en criteris morfològics superficials, aquest procés va conduir a la classificació tradicional, on Rhopalocera (papallones diürnes) i Heterocera (papallones nocturnes) constitueixen dos subordres. Actualment els Rhopalocera són la superfamília Papilionoidea, una superfamília més entre less trenta que inclou l'ordre Lepidoptera. Rhopalocera forma un grup monofilètic, per tant científicament coherent. D'altra banda Heterocera només es defineix en oposició a la Rhopalocera i forma un grup parafilétic, per tant injustificat.
La classificació actual es basa en avenços en filogènia, que en gran manera utilitza caràcters moleculars com els proporcionats per l'ADN. Els estudis més recents estableixen, d'una banda, que les set famílies de papilionoïdeus formen un grup monofilètic dins dels lepidòpters i, d'altra banda, que les relacions de parentiu prenen la forma següent:
|  | Hedylidae   |
|  |             |
|  | Hesperiidae |
|  |             |

|  | Nymphalidae                                               |
|  |                                                           |
|  | \| \| Riodinidae \| \| \| \| \| \| Lycaenidae \| \| \| \| |
|  |                                                           |
|  | Riodinidae                                                |
|  |                                                           |
|  | Lycaenidae                                                |
|  |                                                           |

|  | Riodinidae |
|  |            |
|  | Lycaenidae |
|  |            |

|  | Nymphalidae                                               |
|  |                                                           |
|  | \| \| Riodinidae \| \| \| \| \| \| Lycaenidae \| \| \| \| |
|  |                                                           |
|  | Riodinidae                                                |
|  |                                                           |
|  | Lycaenidae                                                |
|  |                                                           |

|  | Riodinidae |
|  |            |
|  | Lycaenidae |
|  |            |

|  | Hedylidae   |
|  |             |
|  | Hesperiidae |
|  |             |

|  | Nymphalidae                                               |
|  |                                                           |
|  | \| \| Riodinidae \| \| \| \| \| \| Lycaenidae \| \| \| \| |
|  |                                                           |
|  | Riodinidae                                                |
|  |                                                           |
|  | Lycaenidae                                                |
|  |                                                           |

|  | Riodinidae |
|  |            |
|  | Lycaenidae |
|  |            |

|  | Nymphalidae                                               |
|  |                                                           |
|  | \| \| Riodinidae \| \| \| \| \| \| Lycaenidae \| \| \| \| |
|  |                                                           |
|  | Riodinidae                                                |
|  |                                                           |
|  | Lycaenidae                                                |
|  |                                                           |

|  | Riodinidae |
|  |            |
|  | Lycaenidae |
|  |            |

|  | Hedylidae   |
|  |             |
|  | Hesperiidae |
|  |             |

|  | Nymphalidae                                               |
|  |                                                           |
|  | \| \| Riodinidae \| \| \| \| \| \| Lycaenidae \| \| \| \| |
|  |                                                           |
|  | Riodinidae                                                |
|  |                                                           |
|  | Lycaenidae                                                |
|  |                                                           |

|  | Riodinidae |
|  |            |
|  | Lycaenidae |
|  |            |

|  | Nymphalidae                                               |
|  |                                                           |
|  | \| \| Riodinidae \| \| \| \| \| \| Lycaenidae \| \| \| \| |
|  |                                                           |
|  | Riodinidae                                                |
|  |                                                           |
|  | Lycaenidae                                                |
|  |                                                           |

|  | Riodinidae |
|  |            |
|  | Lycaenidae |
|  |            |

|  | Hedylidae   |
|  |             |
|  | Hesperiidae |
|  |             |

|  | Nymphalidae                                               |
|  |                                                           |
|  | \| \| Riodinidae \| \| \| \| \| \| Lycaenidae \| \| \| \| |
|  |                                                           |
|  | Riodinidae                                                |
|  |                                                           |
|  | Lycaenidae                                                |
|  |                                                           |

|  | Riodinidae |
|  |            |
|  | Lycaenidae |
|  |            |

|  | Nymphalidae                                               |
|  |                                                           |
|  | \| \| Riodinidae \| \| \| \| \| \| Lycaenidae \| \| \| \| |
|  |                                                           |
|  | Riodinidae                                                |
|  |                                                           |
|  | Lycaenidae                                                |
|  |                                                           |

|  | Riodinidae |
|  |            |
|  | Lycaenidae |
|  |            |

## Famílies de papallones (superfamília Papilionoidea)
| Imatge | Família      | Característiques |
| ------ | ------------ | --- |
|        | Hedylidae    | Petites i marrons, semblants a les arnes geomètrides; antenes no rectes; abdomen llarg i prim.                                    |
|        | Hesperiidae  | Petites, enlairament ràpid; antenes rectes.                                                                                       |
|        | Lycaenidae   | Petites i de color brillant; sovint tenen caps falsos amb ulls i petites cues semblants a antenes.                                |
|        | Nymphalidae  | Normalment, tenen les potes posteriors reduïdes i sembla que tinguin quatre potes; sovint són de colors brillants.                |
|        | Papilionidae | Sovint tenen «cues» a les ales; l'eruga genera un mal gust amb l'òrgan osmeteri; la pupa es protegeix amb un capoll de seda.      |
|        | Pieridae     | Sobretot són blanques, grogues o taronges; algunes són molt nocives per les Brassica; la pupa es protegeix amb un capoll de seda. |
|        | Riodinidae   | Sovint tenen taques metàl·liques a les ales; sovint són grogues, taronges i blaves.                                               |

## En la cultura

### En l'art i literatura
Les papallones han aparegut en l'art fa 3500 anys a l'antic Egipte. A l'antiga ciutat mesoamericana de Teotihuacan, la imatge de colors brillants de la papallona es va tallar en molts temples, edificis, joies i en peveters. La papallona es representava de vegades amb la màscara d'un jaguar, i algunes espècies eren considerades com les reencarnacions de les ànimes dels guerrers morts. L'estreta associació de papallones amb el foc i la guerra va persistir en la civilització asteca; s'ha trobat evidència d'imatges de jaguar-papallona similars entre les civilitzacions zapoteca i maia.

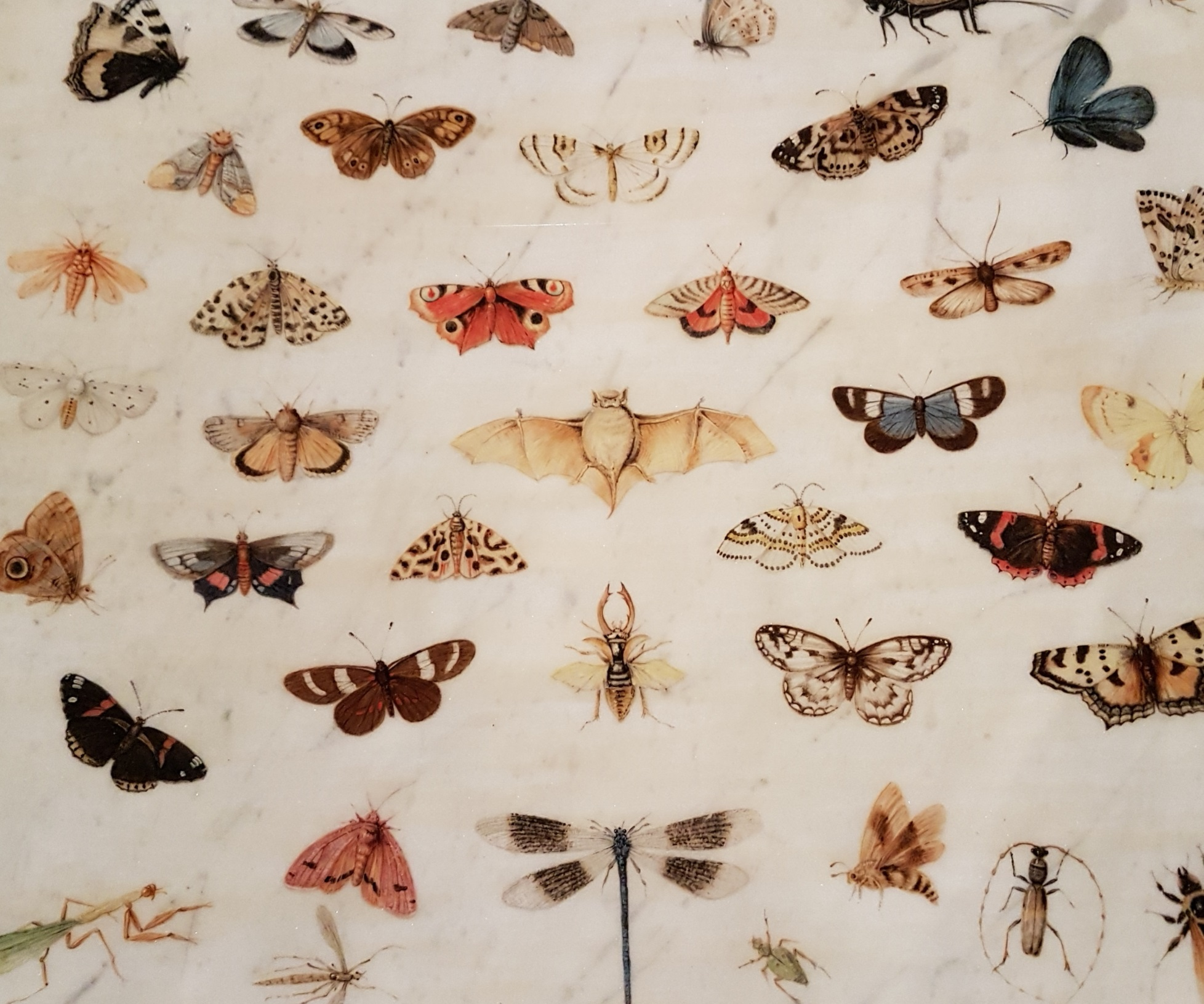
Jan van Kessel el Vell, Estudi de papallones i insectes. Oli sobre marbre (1657)

Les papallones s'utilitzen àmpliament en objectes d'art i joies; afegides en estructures, incrustades en resines, pintades en ampolles, laminades en paper, i que s'utilitzen en algunes obres d'art i mobiliari. El naturalista noruec Kjell Sandved va compilar un Alfabet de la papallona en una fotografia que contenia les 26 lletres de l'alfabet i els números del 0 al 9 formades amb ales de papallones.
Sir John Tenniel va dibuixar una famosa il·lustració d'Alícia amb una eruga per al llibre de Lewis Carroll, Alícia en terra de meravelles, c. 1865. L'eruga està asseguda sobre un estufa i està fumant una pipa; la imatge es pot llegir com mostrant les potes davanteres de la larva, o suggerint una cara amb un nas sobresortint i una barbeta. El llibre per a nens d'Eric Carle, The Very Hungry Caterpillar, retrata la larva com un animal extraordinàriament famolenc, al mateix temps que ensenya els nens a comptar (fins a cinc) i els dies de la setmana.
Una de les cançons més populars i més cantades pel trobador suec del segle xviii, Carl Michael Bellman, és Fjäriln vingad syns på Haga (La papallona alada es veu a Haga), una de les seves Fredmans sånger (Cançons de Fredman).
Madama Butterfly és una òpera de Giacomo Puccini de 1904 sobre una jove núvia japonesa romàntica que és abandonada pel seu marit americà després de casar-se. Es va basar en la història curta de John Luther Long escrita el 1898.

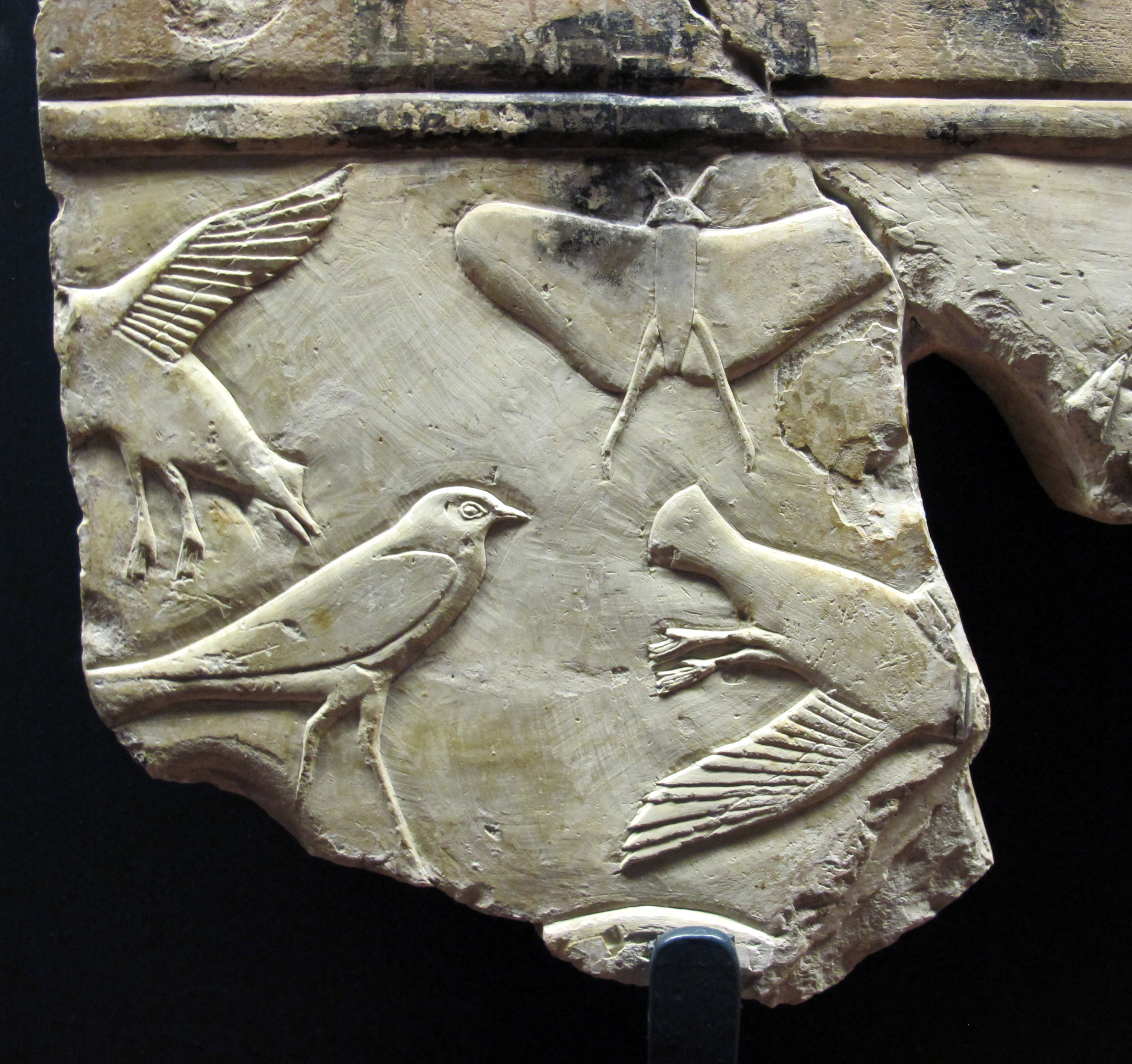
Escultura en relleu de l'antic Egipte, Dinastia XXVI, Tebes c. 664–525 aC
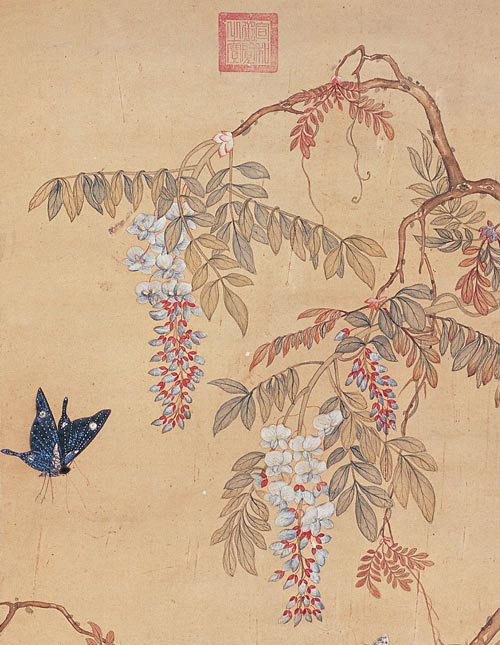
Papallona i anglesina xinesa, per Xü Xi. Dinastia Song primerenca, c. 970
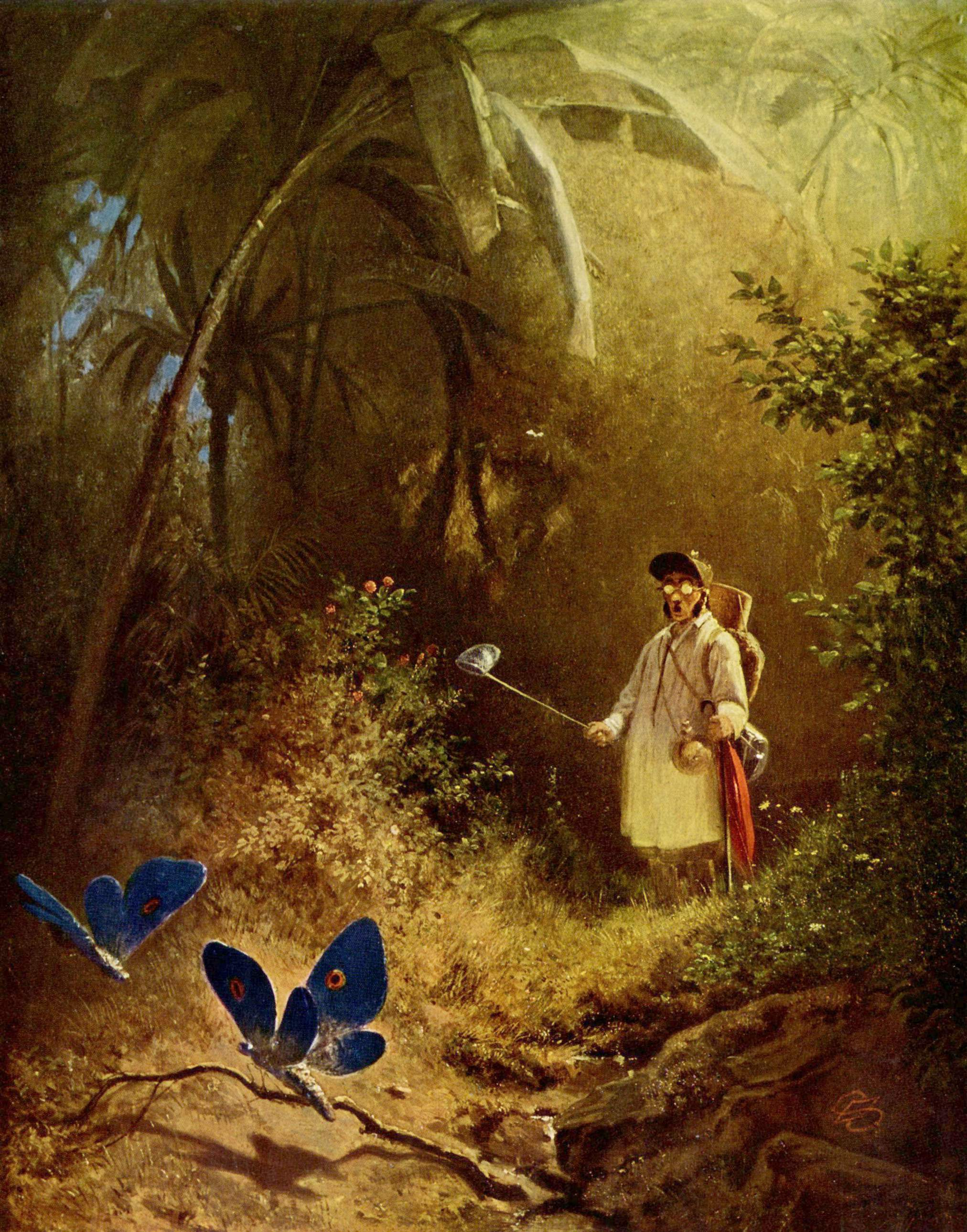
Der Schmetterlingsjäger (El caçador de papallones). pintat per Carl Spitzweg, 1840
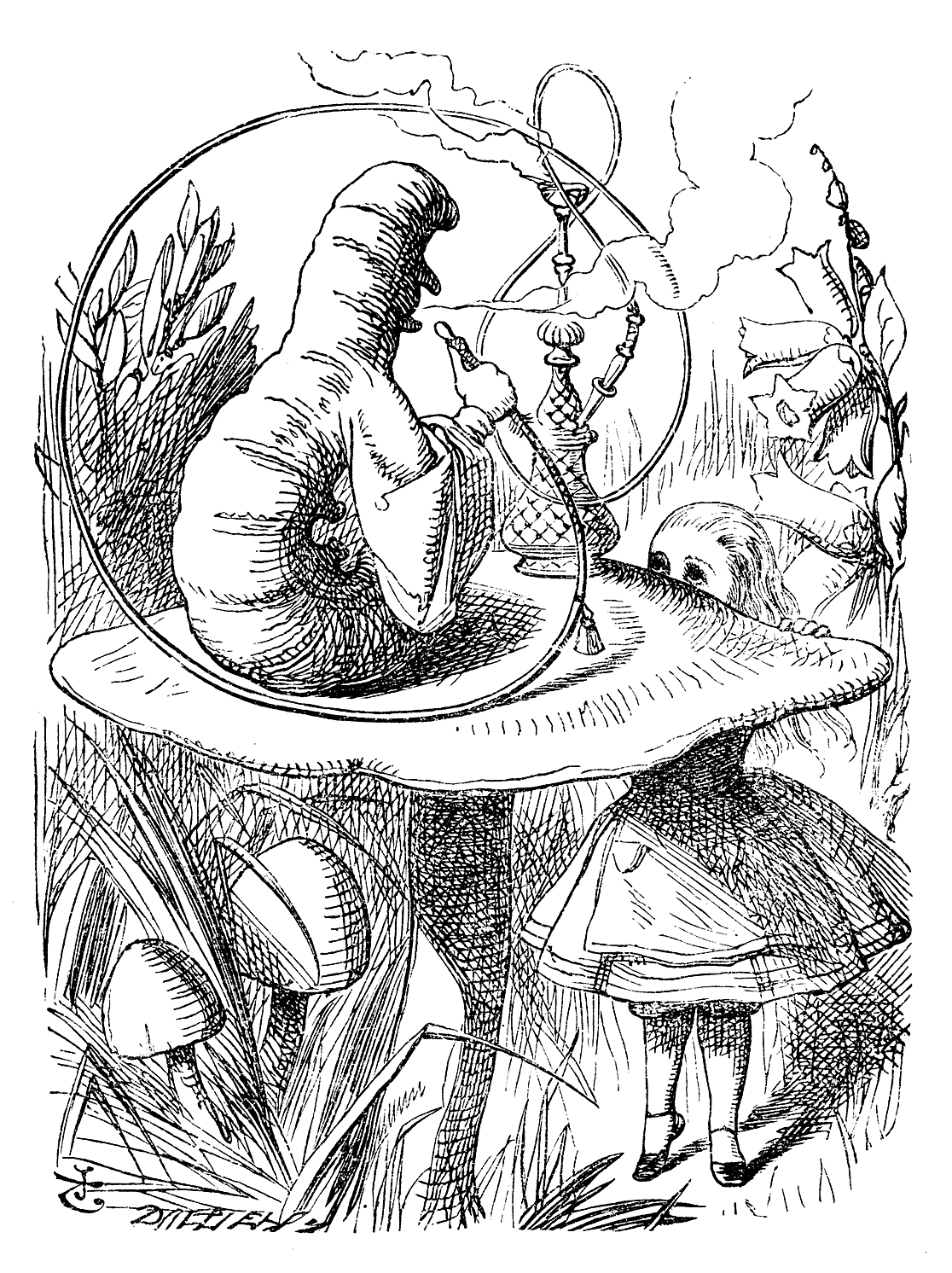
Alícia parla amb l'eruga. Il·lustració de Sir John Tenniel al llibre Alícia en terra de meravelles, de Lewis Carroll, c. 1865
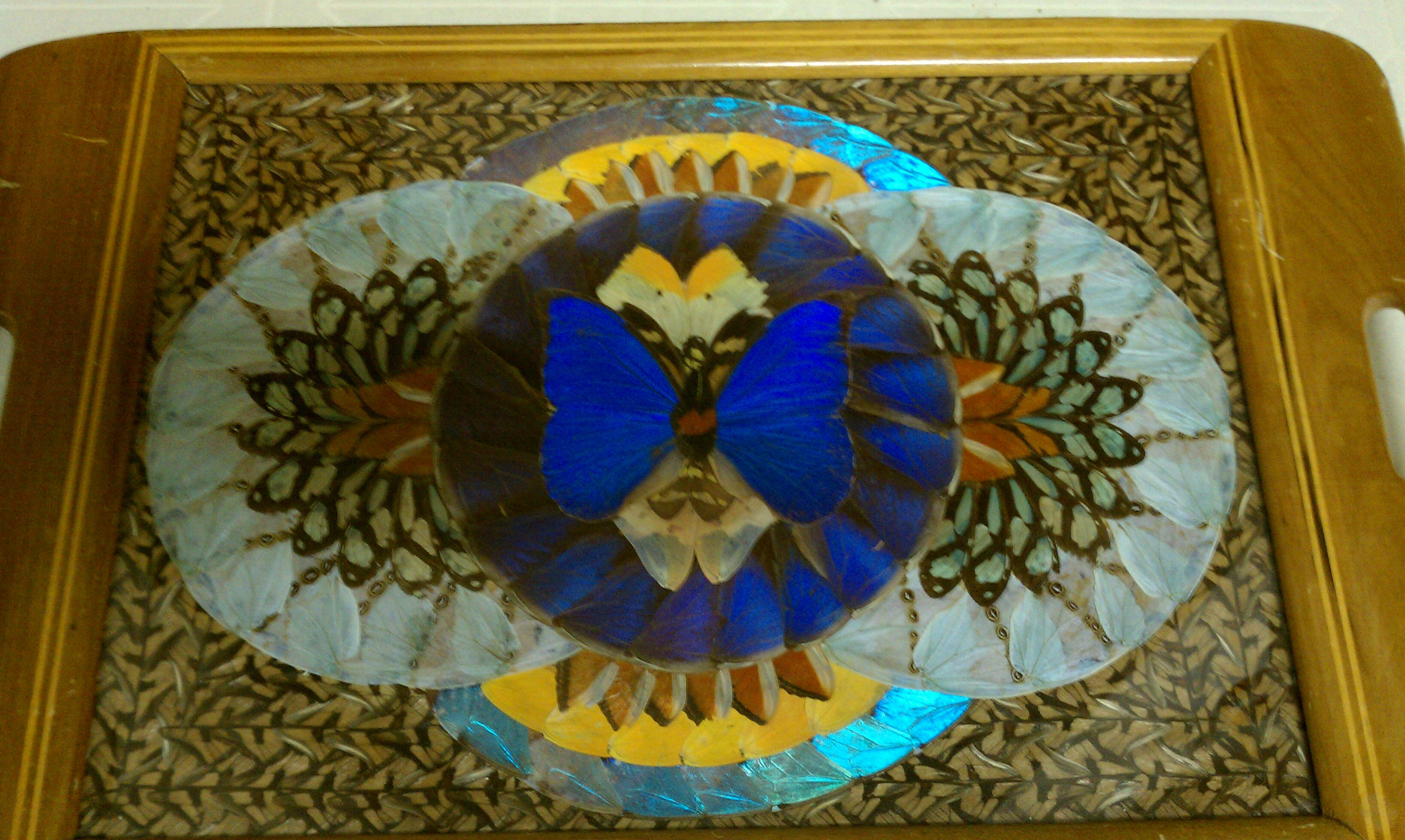
Una safata per servir decorada amb ales de papallona

### En la mitologia i folklore
L'Encyclopédie de Diderot cita les papallones com a símbol de l'ànima. Una escultura romana representa una papallona que surt de la boca d'un home mort, que representa la creença romana que l'ànima surt per la boca. D'acord amb això, l'antiga paraula grega per a «papallona» és ψυχή (psȳchē), que principalment significa «ànima» o «ment». En algunes cultures, les papallones simbolitzen la reencarnació. Per això pot ser vista com a portadora de bona sort (contacte amb l'altre món) o com un presagi perillós (un mort que torna).
Segons Lafcadio Hearn, al Japó es veu la papallona com la personificació de l'ànima d'una persona; ja sigui viva, morint-se o ja morta. Una superstició japonesa diu que si una papallona entra a la vostra habitació i es posa darrere de la pantalla de bambú, la persona que més us agrada vindrà a veure't. Veure un gran nombre de papallones es considera un mal presagi. Quan Taira no Masakado (平 将門) es preparava secretament per la seva famosa revolta, a Kyoto va aparèixer un enorme eixam de papallones que van atemorir a la gent, pensant que l'aparició era un portent del mal que venia.
A la Xina, però, simbolitza l'amor, en una imatge semblant a la del cor occidental,
Segons Mircea Eliade, alguns dels Nagas de Manipur diuen que descendeixen d'una papallona.
A molts països és una al·legoria de la bellesa i la fragilitat, per això és una imatge metafòrica de la dona jove. La seva vida és també símbol de transformació i canvi; sortir de la crisàlide per esdevenir millors. La papallona és un símbol de transgènere, a causa de la transformació de l'eruga a l'adult alat.
Al comtat anglès de Devon, la gent s'apressa a matar la primera papallona de l'any per evitar un any de mala sort.
A les Filipines, una papallona negra persistent o una arna a la casa es tradueix en una mort en la família.
Diversos estats dels Estats Units d'Amèrica han triat la papallona com a insecte estatal.
L'anomenat efecte papallona és una imatge per explicar que tot està relacionat.

### Recollida, il·lustració i criança
La recollida de papallones va ser una vegada una afició popular; actualment s'ha substituït àmpliament per la fotografia, la il·lustració i la criança de papallones per al seu alliberament. L'il·lustrador zoològic Frederick William Frohawk va aconseguir criar totes les espècies de papallones trobades a Gran Bretanya, a un ritme de quatre per any, que el va permetre dibuixar cada etapa de cada espècie. Va publicar els resultats en el manual The Natural History of British Butterflies (La història natural de les papallones britàniques, 1924).

## En tecnologia
L'estudi de la coloració estructural de les escates de les ales de les papallones ha conduït al desenvolupament de díodes emissors de llum més eficients, i inspira la recerca nanotecnològica per produir pintures que no utilitzen pigments tòxics i el desenvolupament de noves tecnologies de visualització.